# Temecula Valley AVA
Temecula Valley AVA ist ein seit dem 23. Oktober 1984 anerkanntes Weinbaugebiet im US-Bundesstaat Kalifornien und Teil der überregionalen South Coast AVA. In der Anfangszeit lautete der Name der Herkunftsbezeichnung kurz Temecula AVA, wurde aber im Jahr 2004 auf die jetzige Bezeichnung abgeändert.
Nach dem Weinbaugebiet San Pasqual Valley AVA war es die zweite anerkannte AVA innerhalb der South Coast AVA. Kurze Zeit später wurde die Ramona Valley AVA anerkannt.

## Lage
Die Rebflächen verteilen sich dabei auf den Verwaltungsbezirk Riverside County in unmittelbarer Nähe der Stadt Temecula und Murrieta. Das County gehört zum Gebiet des Greater Los Angeles.

## Historie
Die Geschichte des Weinbaus im Temecula Valley ist relativ kurz.
Bei der Besiedelung der Gegend durch europäische Siedler wurden erste Rebflächen angelegt, aber bereits ab dem Jahr 1847 wieder aufgelassen.
Durch den raschen Bevölkerungsanstieg und die einhergehende Urbanisation rund um Los Angeles im 20. Jahrhundert wurden die Winzer von Anaheim oder auch Rancho Cucamongo zunehmend verdrängt. Aktuell bietet das Temecula Valley zwischen Los Angeles und San Diego die besten Anbaubedingungen der Region.
Vincenzo Cilurzo legte als Erster im Jahr 1967 im großen Stil neue Rebflächen an. Später folgte Ely Callaway, der heute der größte Produzent der Herkunftsbezeichnung Temecula Valley ist. Ely Callaway gründete auch das bekannte Unternehmen Callaway Golf.
Die Winzer des Temecula Valley haben sich zur Temecula Valley Winegrowers Association zusammengeschlossen. Die Vereinigung überwacht die Einhaltung der Qualitätsstandards und dient als Vermarktungsplattform der Weine des Temecula Valley.

## Geographische Lage
Das Temecula Valley liegt südöstlich der Stadt Los Angeles ca. 35 km vom Pazifischen Ozean entfernt. Das im Rahmen der Herkunftsbezeichnung zugelassene Gebiet liegt entlang der Rancho California Road auf einer Höhe von 426 bis 488 m ü. NN.

## Klima
Das Klima im Temecula Valley ist wüstenähnlich, gemäßigt durch kühle Pazifikwinde am Nachmittag und in der Nacht. Die durchschnittliche Höchsttemperatur im August beträgt 37 °C (Rekord: 46 °C), die durchschnittliche Tiefsttemperatur im Dezember beträgt 1 °C (Rekord: −10 °C im Januar).

## Rebsorten
Im Temecula Valley werden überwiegend sortenreine Weine ausgebaut. Neben der typischen Rebsorte Kaliforniens, dem Zinfandel, werden vermehrt die klassischen Sorten Chardonnay, Sauvignon Blanc, Chenin, Riesling und Viognier angebaut. Das Klima begünstigt dabei jedoch eher die Sorten des französischen Anbaugebiets Rhône. Einem internationalen Trend folgend, werden viele Weine im Barrique ausgebaut.